# Siikajärvi, Norrbotten
Siikajärvi är en sjö i Pajala kommun i Norrbotten och ingår i Torneälvens huvudavrinningsområde. Sjön har en area på 0,243 kvadratkilometer och ligger 170 meter över havet. Siikajärvi ligger i Torne och Kalix älvsystem Natura 2000-område. Sjön avvattnas av vattendraget Siikajoki.

## Delavrinningsområde
Siikajärvi ingår i det delavrinningsområde (748501-179830) som SMHI kallar för Ovan 748125-180166. Medelhöjden är 192 meter över havet och ytan är 15,07 kvadratkilometer. Det finns ett avrinningsområde uppströms, och räknas det in blir den ackumulerade arean 30,45 kvadratkilometer. Siikajoki som avvattnar avrinningsområdet har biflödesordning 2, vilket innebär att vattnet flödar genom totalt 2 vattendrag innan det når havet efter 233 kilometer. Avrinningsområdet består mestadels av skog (67 procent) och sankmarker (19 procent). Avrinningsområdet har 0,3 kvadratkilometer vattenytor vilket ger det en sjöprocent på 2 procent.